# Johann Robert Mende
Johann Robert Mende (* 3. Mai 1824 in Brieg; † 23. August 1899 in Altona) war ein deutscher Architekt und kommunaler Baubeamter, der als Stadtbaurat in Liegnitz und in Breslau wirkte.

## Leben

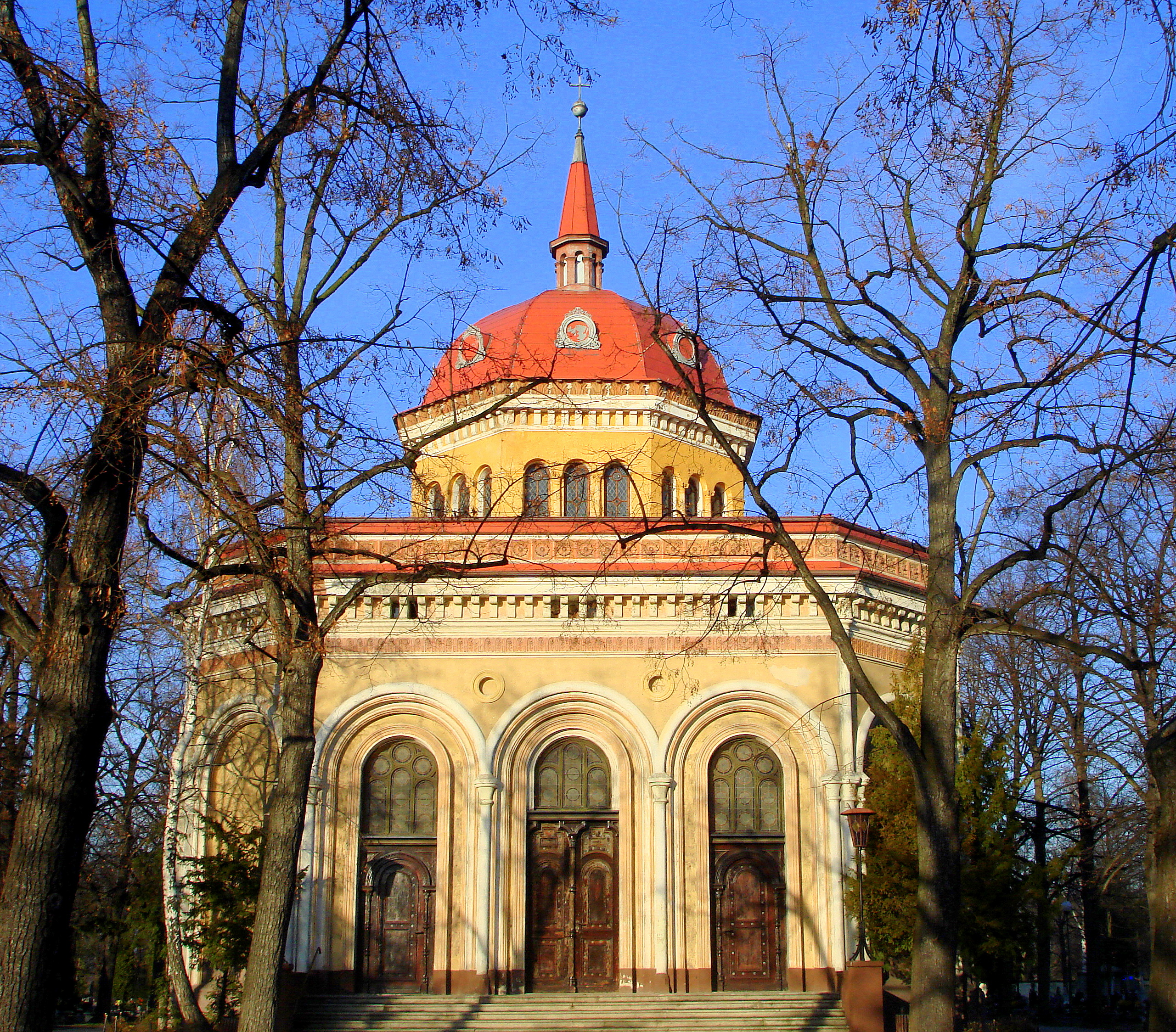
Friedhofskapelle auf dem Städtischen Friedhof Liegnitz

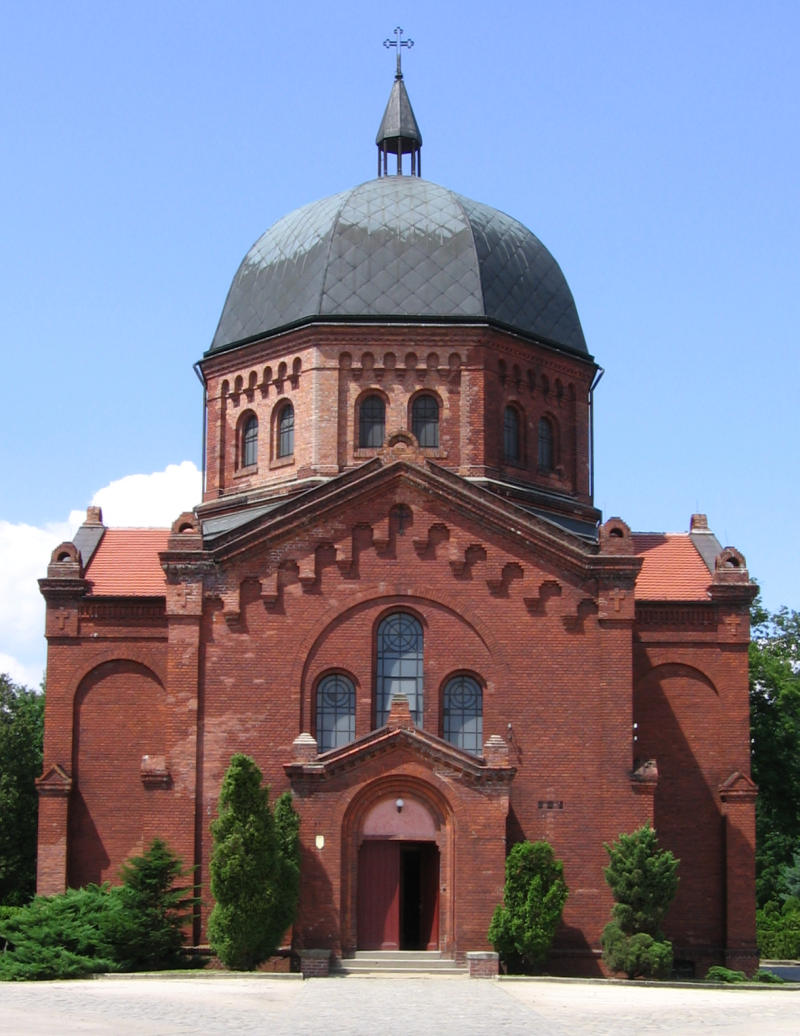
Friedhofskapelle auf dem Städtischen Friedhof Breslau–Gräbschen II

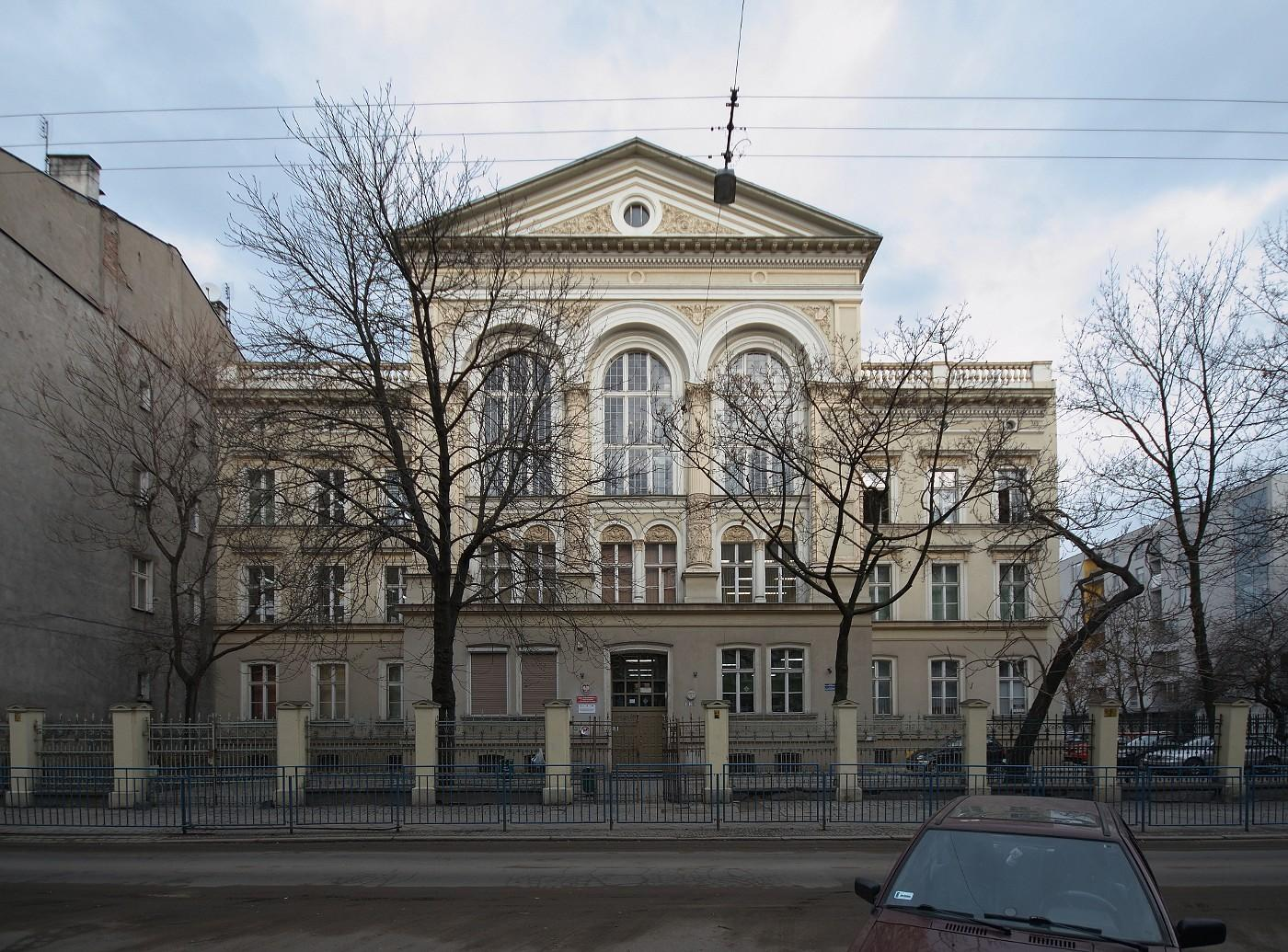
Evangelische Höhere Bürgerschule Breslau

Johann Robert Mende arbeitete zunächst in Lauban und wurde am 1. Oktober 1867 von der Liegnitzer Stadtverordnetenversammlung zum Stadtbaurat und Magistratsmitglied gewählt. Am 13. Mai oder am 26. Mai 1873 wurde er nach Breslau berufen, wo ihm der Stadtrat ein ähnliches Amt angeboten hatte. Er wurde am 8. August vereidigt und blieb für die zwölfjährige Wahlperiode im Amt. Gleichzeitig gab es mit Ferdinand Alexander Kaumann einen zweiten Stadtbaurat, der zuvor für die Gebiete rechts der Oder zuständig war. Mit dem Amtsantritt Mendes wurden die Kompetenzen neu eingeteilt: Seitdem war Kaumann hauptsächlich für den Tief-, Wasser- und Brückenbau, Mende hingegen für den Hochbau verantwortlich.
Nach dem Ablauf der Amtszeit stellte sich Mende erneut zur Wahl, unterlag jedoch noch in der Vorentscheidung Richard Eger und Richard Plüddemann, der schließlich sein Nachfolger wurde. Ab 1886 übernahm Mende die Leitung der städtischen Baupolizei im Rang eines Bauinspektors. 1893 wurde er 69-jährig in den Ruhestand versetzt.
Als Architekt gehörte Mende zu späten Nachahmern Karl Friedrich Schinkels und war zeit seines Lebens ein Anhänger des Rundbogenstils. In die erste Hälfte seiner Breslauer Amtszeit fiel die Gründerkrise. In dieser Zeit vollzog sich endgültig der Wandel der kommunalen Architektur von Putz- zu Backsteinfassaden. Bereits Ende des 19. Jahrhunderts wurde seinem Schaffen schlechter Geschmack und architektonisches Fiasko attestiert (Karl Masner).

## Bauten und Entwürfe (Auswahl)
- 1868–1869: Friedhofskapelle auf dem Städtischen Friedhof in Liegnitz (gemeinsam mit Bauinspektor Wolff)[4]
- 1876–1877: Evangelische Höhere Bürgerschule in Breslau, Vorwerkstraße (jetzt Grundschule Nr. 2, ul. Komuny Paryskiej)
- 1876–1877: Schule an der Matthiasstraße in Breslau (jetzt ul. Bolesława Drobnera 5)
- 1877–1878: Gebäude für die staatliche Gewerbeschule in Breslau, Lehmdamm (jetzt ul. Bolesława Prusa; 1945 zerstört)
- 1880: Friedhofskapelle auf dem städtischen Friedhof Gräbschen II in Breslau[2]
- ab 1881: Psychiatrische Klinik in Breslau, Einbaumstraße (jetzt ul. Józefa Ignacego Kraszewskiego; während der Ausführung abgeändert von Richard Plüddemann)
- 1881–1882: Volksschule an der Lohestraße in Breslau (jetzt Gymnasium Nr. 17, ul. Ślężna 22-24 / ul. Dyrekcyjna; erhalten)
Spätere Erweiterungen des Gebäudes stammen von Richard Plüddemann (Turnhalle von 1890) sowie von Plüddemann mit Heinrich Froböse und Karl Klimm (Nordwestflügel von 1895).